# Seudohermafroditismo
El antiguamente llamado pseudohermafroditismo o seudohermafroditismo, es una variación biológica del cuerpo humano, que consiste en que el sexo asignado a la persona y los órganos genitales que posee no guardan total correspondencia. Es decir, la morfología corporal no se ajusta a los cánones médicos y sociales binaristas sobre cómo ha de ser un cuerpo “masculino” o “femenino”.[cita requerida]

## Proceso y tipología
La diferenciación sexual es un proceso secuencial y organizado y el sexo cromosómico se establece en el momento de la fecundación determinando el sexo gonadal, que a su vez da lugar al desarrollo del sexo fenotípico responsable del aparato urogenital masculino o femenino. Las variaciones en las etapas del proceso embriogénico canónico producen una diferenciación sexual diferente. En el caso del “pseudohermafroditismo” se incluían dos situaciones: Intersexualidad 46XY e intersexualidad 46XX.

## Intersexualidad 46 XY

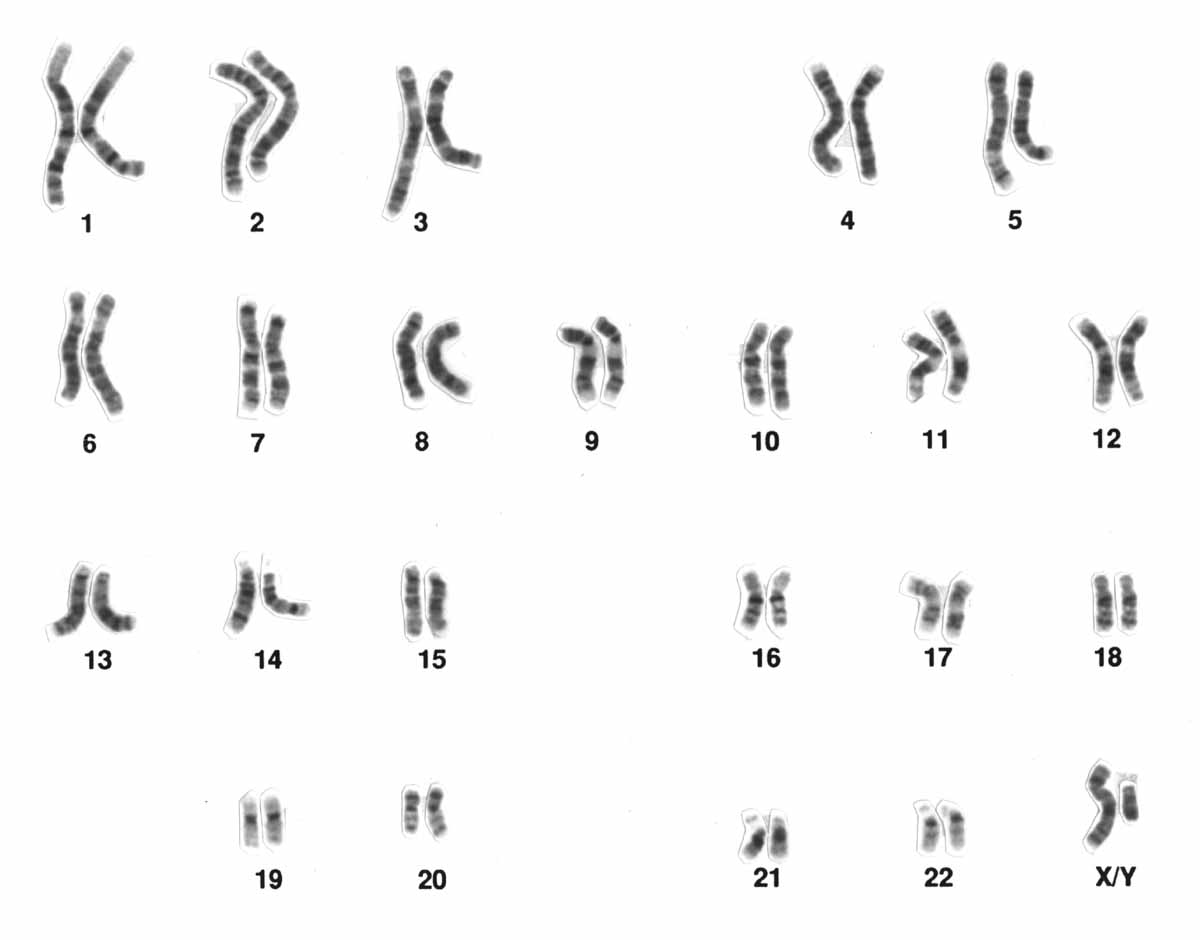
En el pseudohermafroditismo masculino el cariotipo es 46 XY (masculino).

Conocido como pseudohermafroditismo masculino, Feminización Testicular o Síndrome de Morris.Se caracteriza por:
- Cariotipo 46 XY (masculino).
- Caracteres sexuales femeninos secundarios canónicos. Las mamas están bien desarrolladas pero no existe vello en axilas y pubis.
- La vagina es ciega. No se continúa con el útero pues este no existe habitualmente.
- Las gónadas son testículos de histología normal aunque suelen ser intraabdominales.
- Los niveles de testosterona son similares a los del hombre, pero hay un déficit en los receptores intranucleares androgénicos, lo que impide la actuación de los andrógenos.

Estas pacientes presentan núcleos cromatina sexual negativos y un complejo cromosómico sexual XY. Estas condiciones están causadas por deficiente producción de andrógenos por parte de las células intersticiales de los testículos (células de Leydig) asociado a una igualmente escasa producción de Factor Inhibidor de Müller (FIM), también bajo la responsabilidad de los testículos fetales. El desarrollo morfológico testicular de estas personas varía desde rudimentario hasta canónico.

## Intersexualidad 46 XX
También se le llama hiperplasia suprarrenal congénita o síndrome adrenogenital. En él hay un déficit congénito de la enzima 17 y/o 21-hidroxilasa en la glándula suprarrenal que desencadena un fallo en la síntesis de cortisol. El defecto de cortisona hace que aumente la secreción de ACTH, que al estimular la corteza hace que se produzcan grandes cantidades de andrógenos. Son característicos del cuadro los siguientes datos:
- Cariotipo 46 XX (femenino).
- Fenotipo de aspecto masculino.
- Genitales externos virilizados con clítoris hipertrofiado.
- Vagina normal con presencia de útero y anexos.
- Existen niveles elevados de 17-cetoesteroides, mientras que las gonadotrofinas están bajas.

Estos pacientes tienen núcleos cromatina positivos y constitución cromosómica 44. La causa más frecuente es la hiperplasia suprarrenal virilizante congénita. En este caso no existe alteración ovárica, sin embargo, la producción excesiva de andrógenos por las glándulas suprarrenales, provoca la masculinización de los genitales externos durante el período fetal, que varía desde una hipertrofia de clítoris hasta genitales casi masculinos. Esta forma clínica es heredada con rasgo autosómico recesivo. En ciertos casos un tumor masculinizante como el arrenoblastoma en la madre ha causado pseudohermafroditismo femenino en su niña.

### Intersexualidad 46 XX femenina masculinizante
También conocido como Seudohermafroditismo femenino masculinizante, es un tipo de intersexualidad muy poco común, que pertenece a la categoría de Seudohermafroditismo femenino.- Pacientes con cariotipo 46XX, con o sin algunos genitales internos femeninos y casi siempre con genitales externos masculinizados (parcial o de forma completa en la mayoría de los casos) presente en mujeres cromosomicas, de apariencia física externa muy masculina y cuyo diagnóstico es escaso, posiblemente por el nivel de maduración de los órganos sexuales masculinos externos. Generalmente se diagnostica en la edad adulta.
Se cree que este tipo de hermafroditismo se produce como resultado de un feto femenino normal, que ha estado expuesto a hormonas masculinas en exceso durante el embarazo, probablemente durante el proceso de maduración de los órganos sexuales, ya sea porque la madre ha consumido testosterona, por presencia de tumores o quistes testosterónicos en la madre o por la influencia de agentes externos androgénicos como algunos medicamentos o alimentos capaces de traspasar la placenta y que pueden desencadenar esta condición, en todo caso se tiene certeza que se produce en la etapa embrionaria
Las personas que padecen esta condición, físicamente tienen la apariencia de una persona masculina promedio, generalmente con el desarrollo pleno de sus órganos sexuales externos, testículos en algunos casos, y pene en todos los casos, casi siempre funcionales, sin que se denote anormalidad visible durante la infancia y adolescencia, aunque los niveles de testosterona durante toda su vida son inferiores a los de un hombre XY, lo cual no les impide desarrollar una pubertad visible normal, pudiendo incluso en muchos casos eyacular naturalmente, aunque existen afectaciones en la producción espermática, es decir estériles en más el 90% los casos documentados, por lo que es prácticamente imposible que puedan concebir hijos sin ayuda externa. En algunos casos se ha detectado que alcanzan a desarrollar órganos sexuales femeninos de forma parcial y simultánea con los masculinos, generalmente deformes o incompletos.
El diagnóstico de esta condición se da en la mayoría de los casos (70%) en la edad adulta, entre los 40 y 60 años aproximadamente, por una deficiencia excesiva en los niveles normales de testosterona (Niveles inferiores el 20% de un hombre normal), , causada por una insensibilidad a la testosterona, siendo esta la principal diferencia con otros estados intersexuales, lo que se convierte en el detonante que permite a los médicos diagnosticar la condición. Se desconoce exactamente por qué se produce esta insensibilidad a los andrógenos que desencadena una carencia de testosterona: algunas teorías sugieren que la insensibilidad es acumulativa a lo largo de la vida del paciente, pero solo comienza a marcar nivel significativos en la edad adulta; y también existen teorías que sugieren que es el resultado de un mecanismo de corrección natural que se hace visible en la edad adulta, aunque no existe claridad al respecto y por ahora se carece de evidencia científica que explique dichos motivos. Lo que la evidencia clínica ha demostrado, es que los pacientes comienzan a experimentar una feminización tardía después de los 40 años, incluyendo el desarrollo mamario, cambio en el fenotipo, cabello más grueso, disminución en la masa muscular y en la masa ósea entre otros factores, al tiempo que se ha identificado un aumento en los niveles de hormonas femeninas como la progesterona o el estrógeno, que no alcanza los niveles de una mujer normal, pero que con el paso del tiempo alcanzan niveles muy superiores a los de un hombre promedio.
Se calcula que solo en el 10% de los casos esta condición es diagnosticada durante la infancia y en el 20% de los casos en la pubertad, ya sea por la formación incompleta de los órganos sexuales externos masculinos o su falta de funcionalidad. Un simple estudio del cariotipo genético en cualquier etapa de la vida o de los niveles de hormonas presentes desde la pubertad en adelante, permitirían diagnosticar la condición de forma temprana.
Pacientes diagnosticados con esta condición han manifestado sentir desde temprana edad incongruencia con su género y/o sexo, sintiéndose pertenecer al sexo femenino, pero de forma diferente a lo que siente una persona transgénero, por lo que el diagnóstico puede resultarles revelador y un alivio para ellos. El caso más famoso tal vez sea el de Steve Crecelius, un fotógrafo que al acudir a la clínica por cálculos renales, fue diagnosticado con este tipo de intersexualidad y al ser informado que en realidad era una mujer, decidió a partir de ese momento seguir su vida como Stevie. Otro caso famoso, es el de un hombre en China de 44 años que ante la insensibilidad a la testosterona comenzó a menstruar y al visitar el médico, por tener sangre en la orina, descubrieron que en realidad era una mujer con esta condición.
Se calcula que aproximadamente 1 de cada 500 mil personas sufren esta condición.
Al igual que en las otras formas de intersexualidad, no existe una cura conocida, aunque si es posible tratarla, siendo mucho más efectivo si se hace durante la edad temprana antes de que el paciente desarrolle una insensibilidad crónica a los andrógenos. Si la paciente es diagnosticada en la pubertad, es posible mediante el control de los niveles de hormonas, su calidad de vida como hombre sea casi normal (si así lo desea) controlando sus niveles de testosterona, estrógeno y progesterona, incluso con tratamientos asistidos es posible que pueda concebir hijos, aunque esto no es garantía que desarrolle en la edad adulta insensibilidad a los andrógenos. Si el diagnóstico ocurre cuando los niveles de testosterona se han reducido notablemente por la insensibilidad a los andrógenos, no es posible el tratamiento con testosterona, pues el efecto es casi mínimo, seguirá aumentando la insensibilidad con el paso del tiempo y puede desencadenar enfermedades crónicas, como el daño renal o hepático severo.
Cuando el paciente ya ha desarrollado insensibilidad a los andrógenos el proceso de feminización es irreversible, por lo que en la mayoría de los casos optan por hacer la transición física hacia el sexo femenino y vivir como mujeres (si así lo desean), aunque también se han identificado pacientes que deciden seguir viviendo como hombres, aunque su apariencia sea inevitablemente más andrógena y/o femenina con el paso del tiempo.

## Tratamiento
El tratamiento es a menudo fruto de controversia, pues numerosas personas intersex son tratadas en su infancia sin que se les otorgue capacidad de decidir sobre su propio cuerpo. Las prácticas médicas orientadas a modificar el cuerpo de las personas intersex con vistas a su “normalización” engloban hormonoterapia y cirugía de los genitales.